# Zeyyat Baykara
 (août 2025).
Si vous disposez d'ouvrages ou d'articles de référence ou si vous connaissez des sites web de qualité traitant du thème abordé ici, merci de compléter l'article en donnant les références utiles à sa vérifiabilité et en les liant à la section « Notes et références ».
Zeyyat Baykara né en 1915, à Kemaliye (Empire Ottoman) et mort le 22 janvier 1987 à Istanbul (Turquie) est un homme politique et haut fonctionnaire turc.
Il a fait ses études secondaires au Lycée d'Istanbul en 1935 et diplômé de la faculté des sciences politiques de l'Université d'Ankara en 1938. Il travaille au ministère des finances, devient directeur général des revenus, directeur général du trésor, sous-secrétaire du ministre des finances (1964-1967) et sous-secrétaire du premier ministre (1971-1974), ministre d'État (1972-1973), vice-premier ministre (1974-1975 et 1980-1983), ministre de la justice (1977), sénateur nommé par le président de la république de Turquie (1974-1980). Marié et a 3 enfants.